# Porphyrophora cynodontis
Porphyrophora cynodontis är en insektsart som först beskrevs av Archangelskaya 1935.  Porphyrophora cynodontis ingår i släktet Porphyrophora och familjen pärlsköldlöss. Inga underarter finns listade i Catalogue of Life.